# ГЕС Арднакраша
ГЕС Арднакраша (англ. Ardnacrusha) – гідроелектростанція в Ірландії. Використовує ресурс із найдовшої річки острова Шеннон, що на південно-західному узбережжі впадає до Атлантичного океану.
В межах проекту річку перекрили невеликою бетонною греблею Партін, що створила підпір у 7,5 метра та спрямовує ресурс до прокладеного по правобережжю дериваційного каналу довжиною 15 км. Через 12,5 км від початку його перекриває водозабірна споруда, біля якої розташований машинний зал.
У 1929 році станцію ввели в експлуатацію з трьома турбінами типу Френсіс потужністю 19 МВт, 21 МВт та 22 МВт, а за п’ять років до них додали одну турбіну типу Каплан з показником 24 МВт. Гідроагрегати використовують напір у 28,5 метра та забезпечують виробництво 332 млн кВт-год електроенергії на рік.
Видача продукції відбувається по ЛЕП, розрахованій на роботу під напругою 110 кВ.
Варто також відзначити, що старим природним руслом Шеннона довжиною 17 км протікає трохи більше 5% від загального стоку, що справило серйозний вплив на міграцію дикого атлантичного лосося. Якщо до створення гідроенергетичної схеми на Шенноні ним проходило на нерест близько 45000 дорослих особин на рік, то зараз лише кілька сотень рибин долають греблю. Споруда має серйозний негативний вплив й на іншу цінну атлантичну рибу – вугра, спеціальна програма по відлову та транспортуванню якого через дамбу не дає належних результатів.